# Biegno
Biegno è una frazione del comune italiano di Maccagno con Pino e Veddasca, e una località di confine con la Svizzera dal 1516.

## Storia
Biegno è un piccolo centro abitato di antica origine, appartenente alla Pieve di Val Travaglia.
Registrato nel 1751 come un borgo di 353 abitanti, nel 1805 raggiunse le 400 unità. In età napoleonica, anno 1809, al Comune di Biegno venne aggregato il limitrofo Comune di Lozzo, che recuperò l'autonomia nel 1816, in seguito all'istituzione del Regno Lombardo-Veneto.
All'unità d'Italia, anno 1861, Biegno contava 491 abitanti, stabilizzatisi per il resto del secolo. Popolato da 434 persone nel 1921, il comune venne soppresso nel 1928, e fuso ai comuni di Armio, Cadero con Graglio e Lozzo, formando il nuovo comune di Veddasca.
Nel 2014 ha seguito le sorti di tutto il comune di Veddasca ed è confluito nel nuovo comune di Maccagno con Pino e Veddasca.

## Monumenti e luoghi d'interesse
- Chiesa di Santa Maria Nascente
- Chiesa della Madonna degli Angeli, in località Cangili di Biegno